# 旭川市立明星中学校
旭川市立明星中学校（あさひかわしりつみょうじょうちゅうがっこう）は、北海道旭川市東5条に所在する公立中学校。
生徒287名（2024年現在）

## 沿革
1947年に「旭川市立第三中学校」が旭川市立中央小学校に併置、旭川市立第八中学校が道立旭川中学校の校舎の一部を借りて設置ともに開校した。1948年、第三中学校と第八中学校を併合し、校名を「旭川市立明星中学校」に決定した。旧養正国民学校の校舎に移転。1966年、校舎改築第一期工事（普通教室6）が完成。1969年、校舎改築第三期工事（特別教室・管理棟一部）が完成。1972年12月5日、午前0時45分に不審火により東側校舎で出火し、4教室が消失した。1973年に新校舎（6教室および水洗トイレ）が完成。
年表

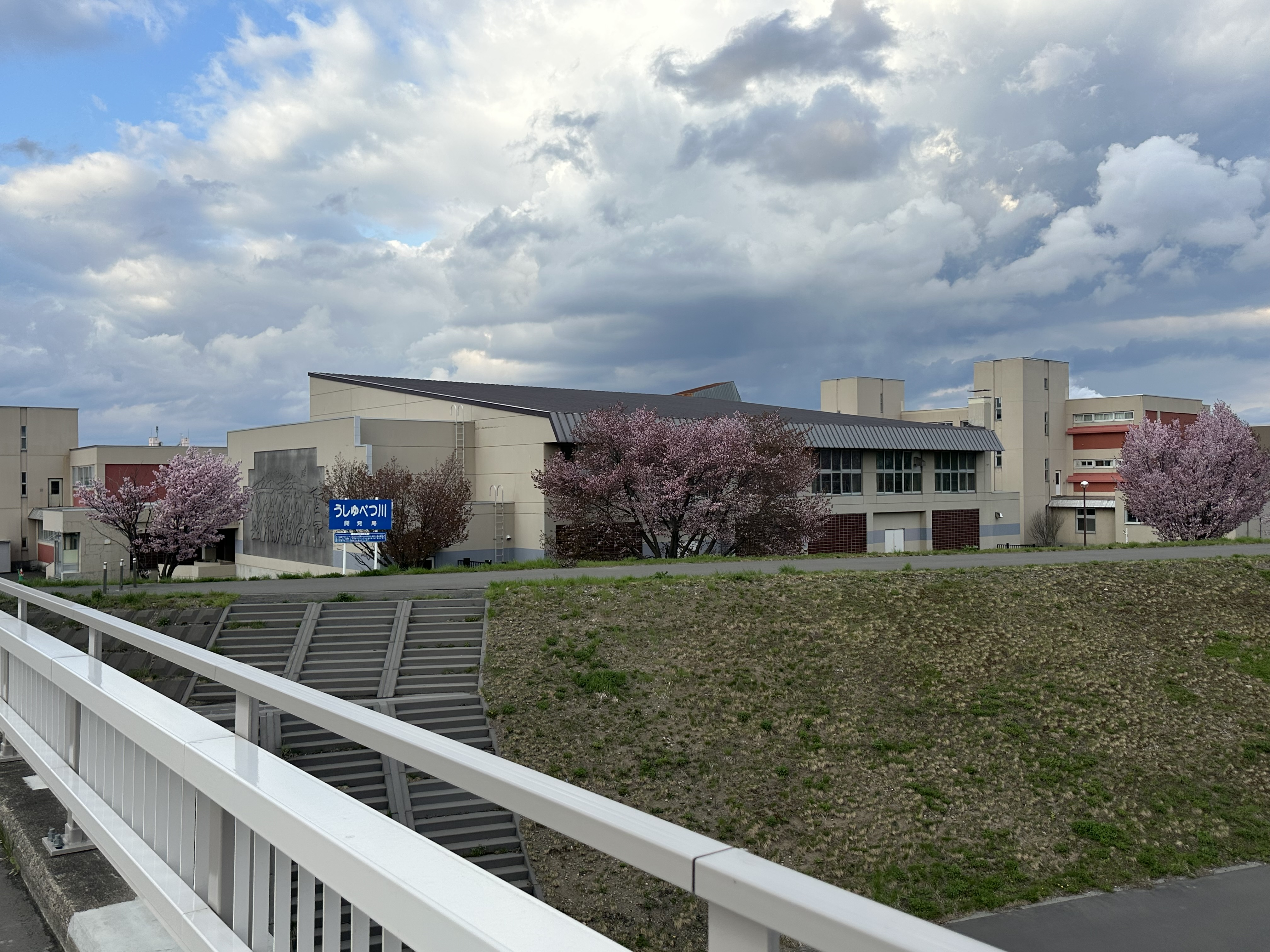
牛朱別川から見た体育館（2025年5月）

- 1947年（昭和22年）- 旭川市立第三中学校が中央小学校に併置開校[2]。
- 1948年（昭和23年）- 第八中学校と併合、校名を旭川市立明星中学校に決定、校舎移転[2]。
- 1949年（昭和24年）- 校章制定[2]。
- 1955年（昭和30年）- 校旗・校歌制定[2]。
- 1964年（昭和39年）- 体育館完成[2]。
- 1966年（昭和41年）- 特殊学級開設、校舎改築第一期工事完成[2]。
- 1969年（昭和44年）- 校舎改築第三期工事完成[2]。
- 1972年（昭和47年）- 東側校舎火災で4教室消失[2]。
- 1973年（昭和48年）- 旭川市中学校連盟スポーツ大賞受賞、新校舎が完成[3]。
- 1981年（昭和56年）- 校舎改築完成[3]。
- 1991年（平成3年）- 校舎大規模改修第三期工事完成[3]。
- 1994年（平成6年）- 体育館増改築完成[3]。

## 教育目標
- 「知」自主的によく考え 正しく判断し実践する 知性のある人[4]
- 「和」豊かな情操をもち 積極的に社会に奉仕する 協調性のある人[4]
- 「粘り」健康な体と 旺盛な気力をもって努力する 粘りのある人[4]

## 学校行事
学校行事は以下の通り。
- 4月 - 1学期始業式、入学式、学力テスト
- 5月 - 修学旅行（3年）、遠足（1年）
- 6月 - 1学期定期テスト
- 7月 - 宿泊研修（2年）、1学期終業式、夏季休業
- 8月 - 2学期始業式
- 9月 - 学力テストA（3年）、明星祭
- 10月 - 学力テストB（3年）、2学期定期テスト
- 11月 - 学力テスト（1・2年）、学力テストC（3年）、秋の懇談会（1・2年）、三者懇談（3年）
- 12月 - 2学期終業式、冬季休業
- 1月 - 3学期始業式、3学期定期テスト（3年）
- 2月 - 学力テスト（1・2年）、3学期定期テスト（1・2年）、スキー教室（1・2年）
- 3月 - 卒業式、修了式、学年末休業

## 部活動
全国大会のみ掲載。
体育部
- 野球部
  - 全国中学校軟式野球大会 出場（1992年）[3]
- サッカー部
- 男子バスケットボール部
  - 全国大会 出場（1972年）[2]
- 女子バレーボール部
  - 全国大会 出場（1972年）[2]
- バドミントン部
  - 全国中学校バドミントン大会 個人・団体 出場（1994年、2003年）[3][7]
- 男子卓球部
  - 全国大会 出場（1972年）[2]
- 女子ソフトテニス部

文化部
- 吹奏楽部
  - 東日本学校吹奏楽大会 出場（2002年）[7]
- パソコン部

個人
- 体操
  - 全国中学校体操競技選手権大会 個人総合4位（1991年）[3]
- 陸上
  - ジュニアオリンピック陸上競技大会
    - 出場（1996年）[7]
    - 女子砲丸投 出場（2012年）[7]

  - 全日本中学校陸上競技選手権大会 男子100M 出場（1997年）[7]
- スキー
  - 全日本ジュニアスキー選手権大会 男子出場（2012年）[7]

## 通学区域
通学区域は以下の通り。
- 新富1条1丁目 - 3丁目
- 新富2条1丁目 - 2丁目
- 新富3条1丁目 - 2丁目
- パルプ町58番地1 - 3（59番地1を除く）
- パルプ町1条1丁目 - 8丁目
- パルプ町2条2丁目 - 9丁目
- パルプ町3条7丁目 - 9丁目
- 大雪通1丁目 - 9丁目
- 金星町1丁目 - 3丁目
- 東1条1丁目 - 4丁目
- 東2条1丁目 - 4丁目
- 東3条1丁目 - 11丁目
- 東4条1丁目 - 11丁目
- 東5条1丁目 - 11丁目
- 東6条1丁目 - 10丁目
- 東7条1丁目 - 10丁目
- 東8条1丁目 - 9丁目
- 流通団地1条1丁目 - 5丁目
- 流通団地2条1丁目 - 5丁目
- 流通団地3条4丁目 - 5丁目
- 流通団地4条5丁目
- 秋月1条1丁目 - 2丁目
- 秋月2条1丁目 - 2丁目
- 秋月3条1丁目 - 2丁目

## 出身小学校
校区によって出身小学校が異なる。
- 旭川市立新富小学校
- 旭川市立正和小学校
- 旭川市立東五条小学校

## 交通アクセス
鉄道
- JR宗谷本線・石北本線新旭川駅より徒歩18分。

バス
- 旭川電気軌道「東4の2」停留所下車、徒歩4分。